# Вічний вересень
Вічний вересень (англ. Eternal September, також англ. September that never ended — вересень, що ніколи не завершується) — сленґовий вислів, що виник у мережі Usenet, його придумав Дейв Фішер для періоду, що почався у вересні 1993 року. Вислів виказує думку про те, що нескінченний наплив нових користувачів (новачків), починаючи з наведеної дати, безперервно знижує стандарти обговорень і поведінки у Usenet, а у ширшому сенсі — і в усьому Інтернеті.

## Історія виникнення
Usenet виникла в університетському середовищі, де щовересня величезна кількість нових студентів університетів із північної півкулі отримували доступ до Usenet, і потрібен був певний час задля акліматизації до мережевих правил поведінки та мережевого етикету. Приблизно через місяць, теоретично, ці нові користувачі повинні навчитися поводитися відповідно до загальноприйнятих угод. Таким чином, вересень завжди віщував в мережі піковий наплив новачків, що порушують правила.
В 1993 році, America Online (надалі AOL) почала пропонувати доступ до Usenet своїм десяткам тисяч, а пізніше мільйонам користувачів. Завелика кількість користувачів AOL тих років була значно менше підготовленою до вивчення мережевого етикету порівняно зі студентами-першокурсниками. Це сталося почасти тому, що AOL не зробила нічого для того, щоб навчити своїх користувачів звичаям Usenet, або пояснити їм, що надані форуми не були простою послугою, що надається AOL. Втім, також це сталося через величезний приріст кількості користувачів. У той час, як щорічний наплив вересневих першокурсників незабаром прижився, величезна кількість нових користувачів тепер загрожувала вичерпати можливості Usenet щодо прищеплювання своїх соціальних норм новачкам.
Починаючи з цього моменту різке збільшення популярності Інтернету залучило постійний приплив нових користувачів. Таким чином, з погляду користувачів Usenet, що прийшли до 1993 року, систематичний «вересневий» наплив нових користувачів ніколи не закінчується. Поняття вперше використав Дейв Фішер 26 січня 1994 року, в повідомленні в alt.folklore.computers:
| Ліві лапки | Зараз це спірно. Вересень 1993 увійде до net.history як вересень, що ніколи не завершується. | Праві лапки |

Деякі провайдери припинили доступ до двійкових новинних груп, а інші закрили доступ до Usenet взагалі. 9 лютого 2005 AOL припинила надання доступу до Usenet своїм користувачам, про що було оголошено 25 січня 2005. 16 вересня 2008 Comcast припинив надання послуги новинних груп, що надається всім користувачам високошвидкісного доступу. Це дозволило деяким учасникам заявити про те, що, можливо, вересень все ж закінчився.